# Ide Bloem

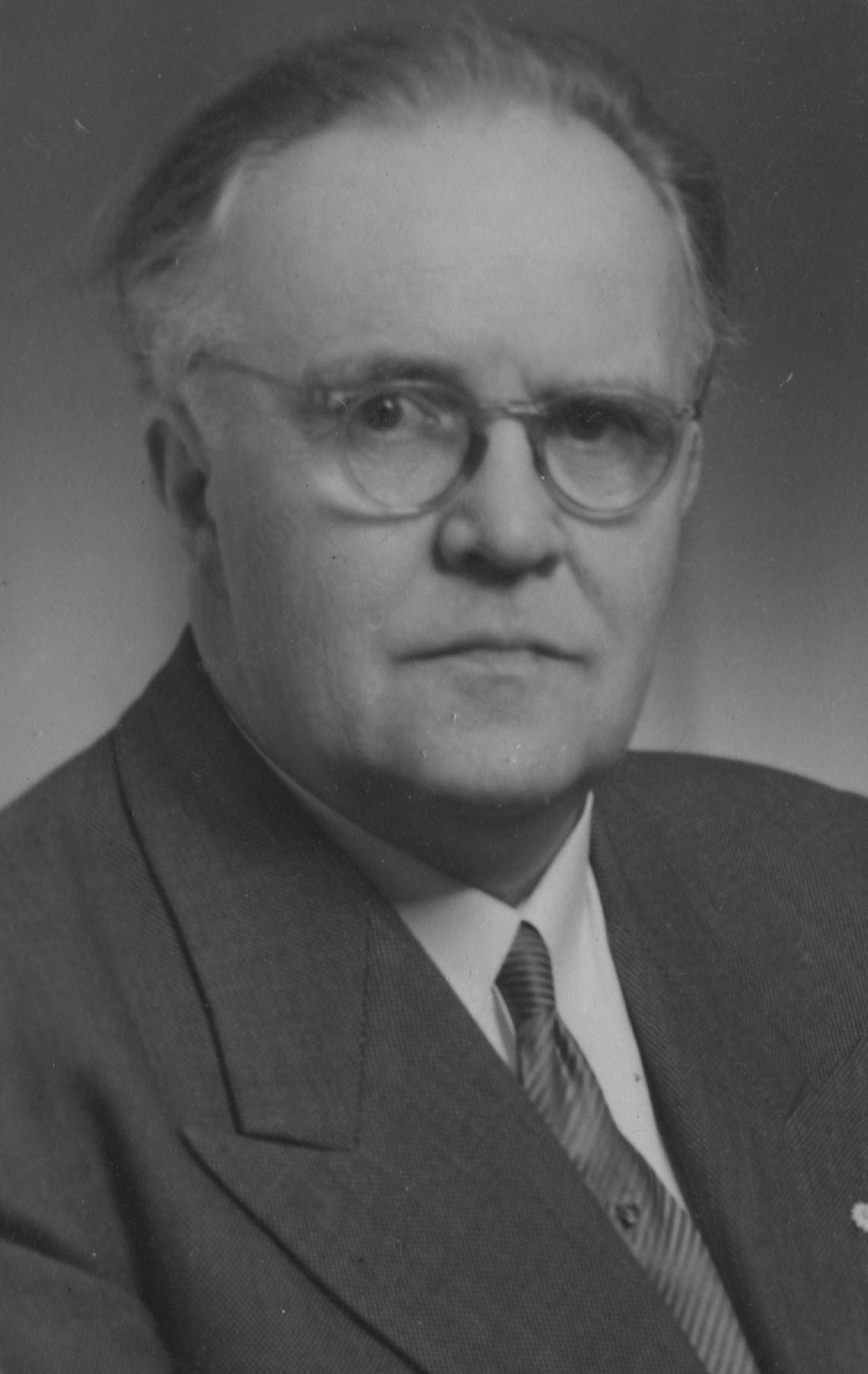
Ide Bloem

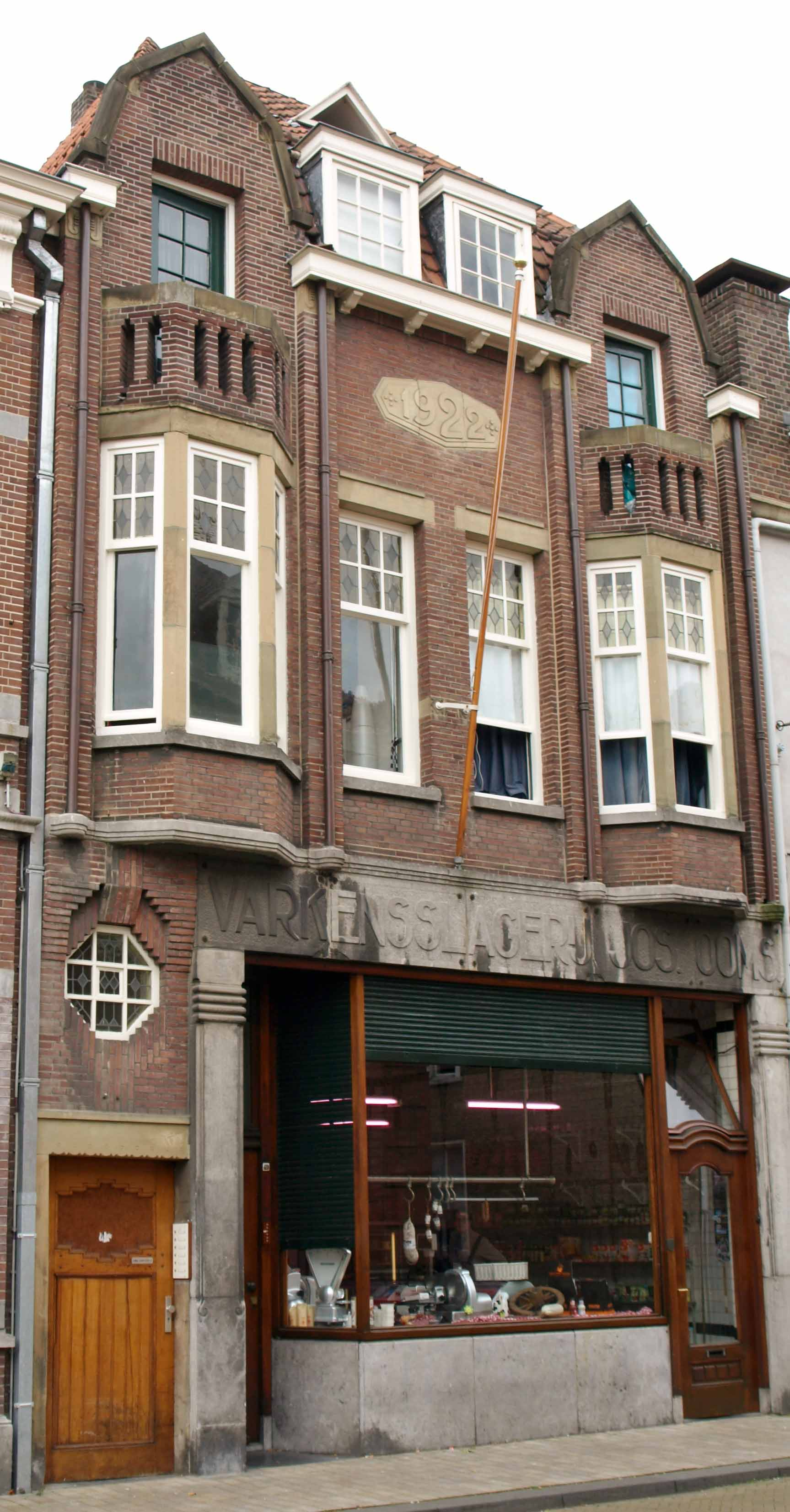
Slagerij, Nieuwlandstraat 47 a-b, Tilburg

Ide Bloem (Hoorn, 24 november 1893 - Tilburg, 15 december 1965) was een Nederlands architect. Hij ontwierp onder meer café "Havenzicht" aan de Piushaven en slagerij Ooms aan de Nieuwlandstraat, beide in Tilburg. Na de Tweede Wereldoorlog werkte Bloem vooral als bestuurder voor de Bond van Nederlandse Architecten (BNA).

## Opleiding en carrière

#### Beginjaren
Bloem is geboren in Hoorn waar zijn vader Wilhelmus Mattheus Bloem werkzaam was als onderwijzer, winkelier en schoenhandelaar. Zijn moeder, Johanna Lippits, overleed toen Bloem slechts 2 jaar oud was.
Bloem groeide op in Hoorn tot hij in 1906 naar een kostschool in Roermond ging waar hij tot 1909 verbleef. Gestimuleerd door zijn tekenleraar daar en door zijn buurman in Hoorn die timmerman was, besloot hij dat hij architect wilde worden. Wellicht heeft een neef aan moederszijde, architect M.J.E. Lippits, die onder andere het Schiller Hotel te Amsterdam bouwde, ook invloed op dit besluit gehad.
Vader Wilhelmus Bloem nam het idee van zijn zoon Ide serieus, maar vond dat hij dan eerst moest leren timmeren en zo begon Bloem aan de ambachtsschool in Alkmaar.
Na de ambachtsschool vertrok Bloem als timmerman naar Amsterdam, maar daar vond hij al snel een nieuwe baan: hij ging als tekenaar werken voor Centraal Beheer, hij moest daar bedrijfsongevallen en andere statistische zaken in beeld brengen. Ook werkte hij aan materiaal voor de grote landbouwtentoonstelling in Scheveningen in 1913 ter gelegenheid van het honderdjarig bestaan van het Koninkrijk.
Toen de Eerste Wereldoorlog uitbrak, kwam Bloem bij de genie terecht en vervolgens ging hij naar de Eerste technische school in Utrecht. Na deze opleiding ging Bloem naar Tilburg waar hij eerst voor een architectenbureau ging werken, daarna ging hij werken voor de gemeente en uiteindelijk richtte hij zijn eigen architectenbureau op.
Inmiddels had hij in Tilburg bij sociëteit de Nieuwe Koninklijke Harmonie zijn latere vrouw, Maria Bogaerts, leren kennen. Zij was de jongste dochter van Manilius (Alphonsus) Bogaerts sr. die als organist ruim veertig jaar verbonden was aan de Heikese kerk in Tilburg. Ze trouwden in 1921 en gingen wonen aan de Telefoonstraat in Tilburg. Bloem bleef daar wonen tot aan zijn overlijden in 1965. Het echtpaar Bloem-Bogaerts had vier kinderen, een van de dochters trouwde met de Tilburgse architect Jos Schijvens.
Bloem bouwde in deze jaren verschillende monumentale huizen rondom het oude St. Elisabeth Ziekenhuis in Tilburg alsook de slagerij voor Alfons Ooms aan de Nieuwlandstraat en café "Havenzicht" aan de Piushaven. Naast zijn werk als architect hield Bloem zich ook bezig met de oprichting van Bouwmeestersgilden en werd hij tot voorzitter benoemd van de Bouwmeestersgilden gewestelijke kring Tilburg. Vanuit deze functie schreef hij in 1936 het boekje "Richtlijnen voor saneering van het bouwvak". In 1935 kwam, mede onder zijn leiding, als eerste in Tilburg en later op tal van andere plaatsen in Nederland de "Katholieke Vereniging van Bouwmeesters" tot stand. Later werkte Bloem mee aan de eenwording van de Bouwmeestergilden en de Nederlands Instituut van Architecten (N.I.V.A.) met de Bond van Nederlandse Architecten (BNA). Deze fusie was op 30 april 1940 een feit.
Ook was Ide Bloem jarenlang als docent werkzaam bij de RK Leergangen in Tilburg. Hij gaf daar een dag per week les aan studenten van de afdeling Beeldende en Bouwende Kunsten.

#### Na deTweede Wereldoorlog

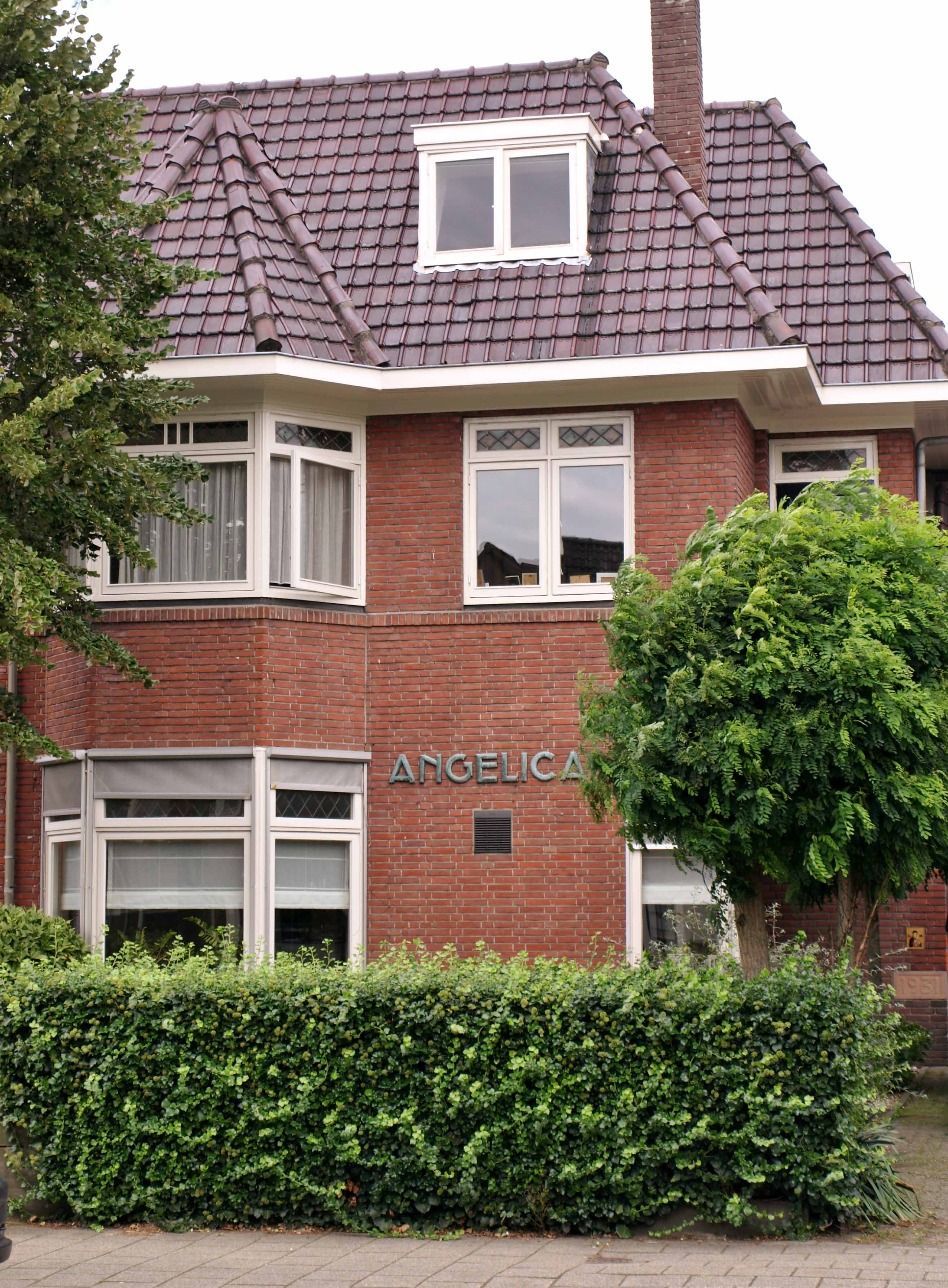
Bredaseweg 235, Tilburg

Vanaf de fusie was Bloem actief in de BNA, eerst als vicevoorzitter en vanaf juli 1948 in de functie van "vertegenwoordiger van het Bestuur". Vanaf medio 1948 gaf hij zijn eigen architectenbureau op en legde vrijwel alle overige functies neer.
Tot aan zijn zeventigste levensjaar bleef Ide Bloem actief voor de BNA, hij reisde per trein het hele land door en woonde talloze vergaderingen bij. In 1958 ontving hij een lintje voor het vele werk dat hij voor de BNA verrichtte. Hij werd benoemd tot Lid in de Orde van Oranje-Nassau.

## Lijst van werken (selectie)

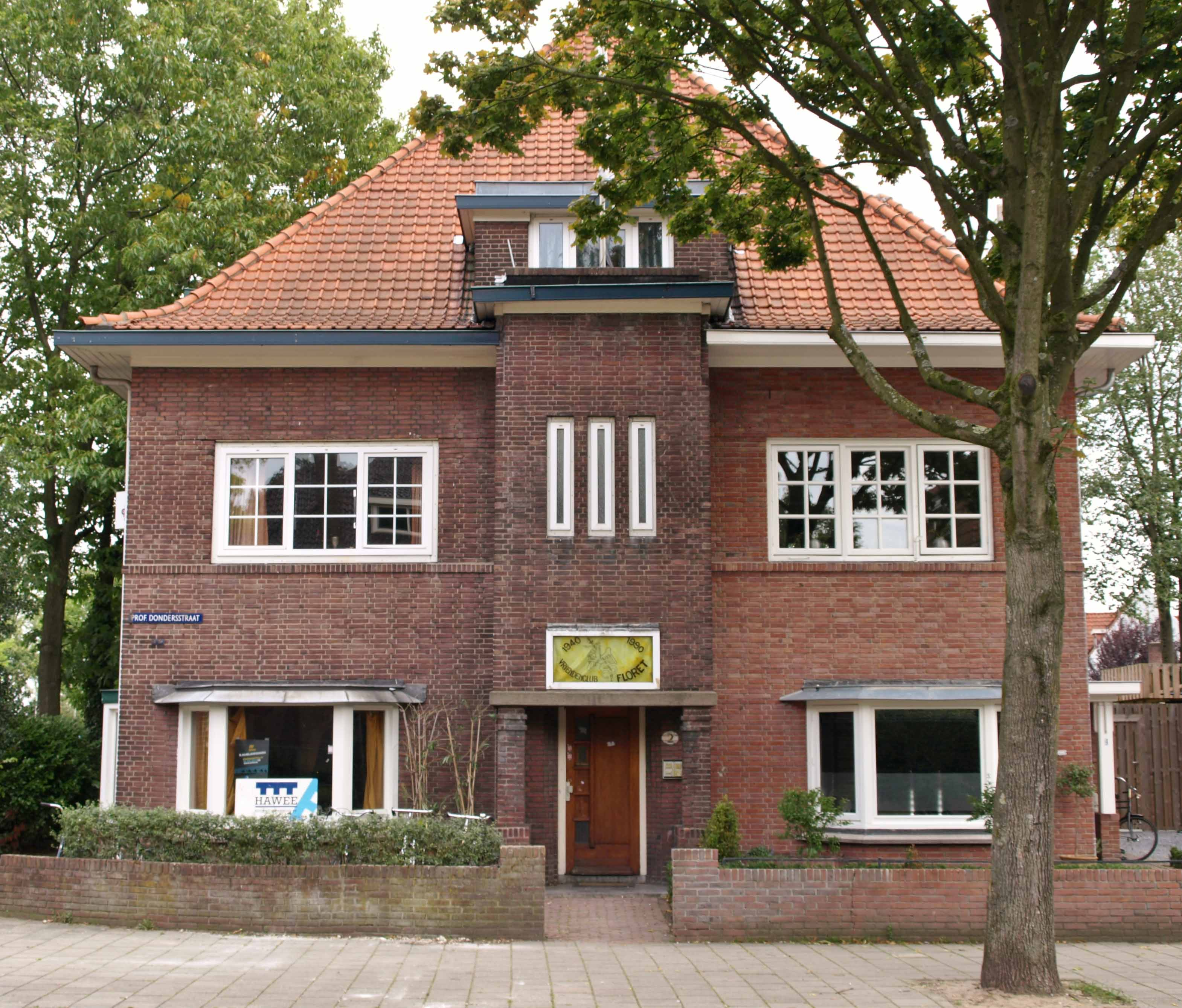
Professor Dondersstraat 2, Tilburg

- In 1922 ontwierp Bloem in opdracht van slager Alfons Ooms een winkel met bovenwoning aan de Nieuwlandstraat 47 a-b, te Tilburg. Het geheel werd uitgevoerd in de stijl van de Amsterdamse school/expressionisme. Anno 2011 is er nog steeds een slagerij in het pand gevestigd, de winkel verkeert geheel in originele staat. In de pilaster naast de deur naar de winkel staat de naam van de architect vermeld. Sinds 2002 is het een rijksmonument.
- In 1924 ontwierp Bloem in opdracht van A.W.M. Roestenberg café "Havenzicht" aan de Piushaven te Tilburg. Het café was jarenlang een gezichtsbepalend bouwwerk aan de haven. Het café is van buiten in zijn oude luister hersteld en van binnen geheel gerenoveerd. Het heeft een nieuwe naam gekregen: "Burgemeester Jansen".
- Aan de inmiddels verdwenen Emmastraat en Prins Hendrikstraat in Tilburg ontwierp Bloem verschillende winkel/woonhuizen in de jaren 1920-1930.
- Aan de Ringbaan Oost 309-335 in Tilburg herinnert een groot tegeltableau in de gevel aan de architect van deze huizen, Ide Bloem, die hij bouwde in 1922.
- In opdracht van zijn schoonzuster Angelina Briels-Bogaerts, die samen met haar man een lijstenmakerij in de Zomerstraat in Tilburg had, bouwde Bloem een monumentaal pand aan de Bredaseweg 233 te Tilburg, "huize Angelica".
- Voor zijn zwager, Manilius (Alphonsus Cornelius) Bogaerts jr, fabrikant van landbouwmachines, ontwierp Bloem een uitbreiding van de landbouwmachinefabriek aan de Groenstraat/Broekhovenseweg te Tilburg.
- In opdracht van Johanna Ledel, vroedvrouw, en Florina Troch ontwierp Bloem in 1923 huize "Flora" aan de professor Dondersstraat 37 in Tilburg.
- Aan professor Dondersstraat 2 in Tilburg bouwde Bloem een pand in opdracht van mevrouw van Baal-van Alphen.
- In 1948 ontwierp Bloem nog 50 huizen aan het Troubadourplein/Hellebaardstraat in Tilburg.